# Henri Nibelle
Henri Nibelle (* 6. November 1883 in Briare; † 18. November 1967 in Nizza) war ein französischer Organist und Komponist.

## Leben
Nibelle studierte in Paris an der École Niedermeyer und am Konservatorium, wo er Erste Preise in den Fächern Fuge (1906) und Orgel (1912) erhielt. Seine Lehrer waren Alexandre Guilmant, Louis Vierne, Eugène Gigout
und Gabriel Fauré.
Er war zunächst Chororganist an der Kathedrale von Versailles, dann an der Pariser Kirche Saint-Vincent-de-Paul. Von 1912 bis 1931 war er Organist, danach bis 1959 Kapellmeister an der Kirche Saint-Francois-de-Sales. Von seinen Orgelwerken sind Carillon Orléanais und  die Toccata bekannt geblieben, auch seine Messe héroique wird bis in die Gegenwart aufgeführt.

## Werke
- Offertoire, 1911
- 50 Pièces pour Orgue, 1935
- Carillon Orléanais, 1941
- Toccata, 1947
- Messe héroique für Bariton, Chor, drei Trompeten und Orgel, 1951
- Variations sur un Noël, 1960
- Préludes du Saint Sacrament
- 2 Préludes et Fugues
- Prélude et Fugue sur Alma redemptoris
- Prélude et Fugue sur Salve Regina
- Toccata et Fugue sur Regina Coeli